# 何厚祥
何厚祥，SBS，BBS，MH，新民黨及公民力量成員，前任沙田區議會主席、公民力量會長。

## 政治生涯
何厚祥於1994年香港區議會選舉代表公民力量參選美田選區當選，其後數屆均在同一選區自動當選。
2007年香港區議會選舉，他出選下城門選區，同樣當選，並於2011年香港區議會選舉成功連任。
2015年香港區議會選舉，他在新設的雲城選區當選，但到了2019年，他不再尋求連任，交棒予羅健勤，但羅健勤亦未能當選。